# Какота
Какота (исп. Cácota) — небольшой город и муниципалитет в северо-восточной части Колумбии, на территории департамента Северный Сантандер. Входит в состав Юго-Западного субрегиона.

## История
Поселение, из которого позднее вырос город, было основано 26 октября 1555 года. 23 апреля 1637 года был создан католический приход Сан-Хасинто-де-Какота.

## Географическое положение
Город расположен в южной части департамента, в горной местности Восточной Кордильеры, на расстоянии приблизительно 68 километров к юго-юго-западу (SSW) от города Кукута, административного центра департамента. Абсолютная высота — 2407 метров над уровнем моря.
Муниципалитет Какота граничит на севере и северо-востоке с территорией муниципалитета Памплона, на юге — с муниципалитетом Читага, на юго-западе — с муниципалитетом Санто-Доминго-де-Силос, на западе — с муниципалитетом Мутискуа. Площадь муниципалитета составляет 139,84 км².

## Население
По данным Национального административного департамента статистики Колумбии, совокупная численность населения города и муниципалитета в 2015 году составляла 1925 человек.
Динамика численности населения муниципалитета по годам:
| 2005 | 2006 | 2007 | 2008 | 2009 | 2010 | 2011 | 2012 | 2013 | 2014 | 2015 |
| ---- | ---- | ---- | ---- | ---- | ---- | ---- | ---- | ---- | ---- | ---- |
| 2583 | 2515 | 2435 | 2360 | 2300 | 2229 | 2170 | 2101 | 2045 | 1985 | 1925 |

Согласно данным переписи 2005 года мужчины составляли 53,8 % от населения Какоты, женщины — соответственно 46,2 %. В расовом отношении белые и метисы составляли 99,9 % от населения города; негры, мулаты и райсальцы — 0,1 %.
Уровень грамотности среди всего населения составлял 93 %.

## Экономика
Основу экономики Какоты составляет сельское хозяйство.
60,9 % от общего числа городских и муниципальных предприятий составляют предприятия торговой сферы, 32,6 % — предприятия сферы обслуживания, 6,5 % — промышленные предприятия.